# Góndola (aviación)

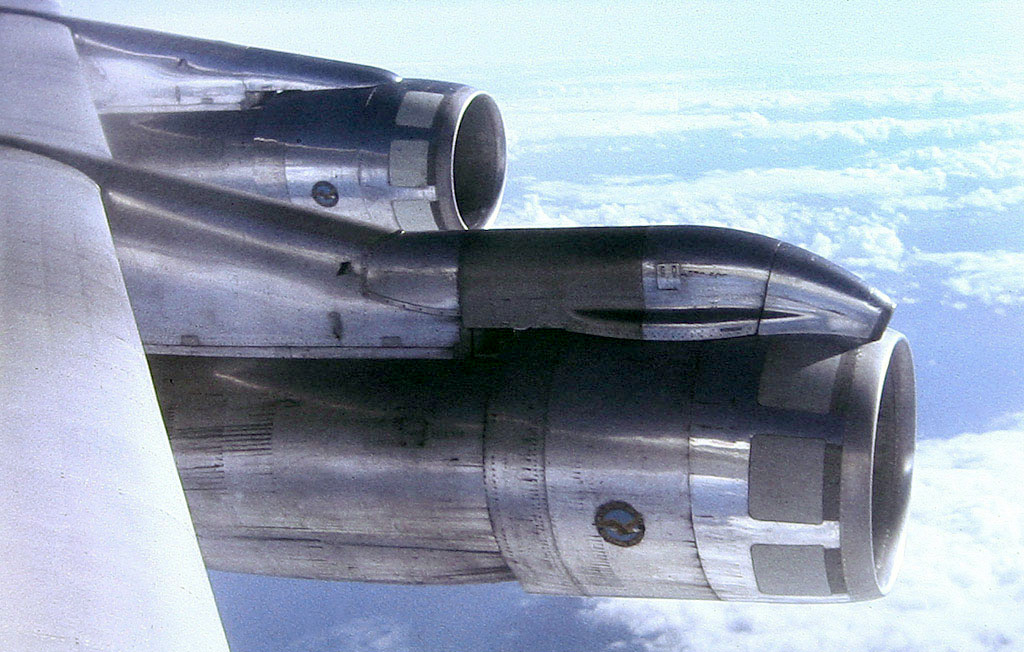
Motores en góndolas en un Boeing 707

Una góndola (en inglés: nacelle) es un "cuerpo aerodinámico dimensionado según lo que contiene", como por ejemplo un motor, combustible, equipos o incluso personas, en una aeronave. Cuando está unido por un pilón completamente fuera del fuselaje, a veces se le llama pod, en cuyo caso se une con un pilón o puntal y el motor se conoce como motor podded . En algunos casos, por ejemplo en el típico avión "propulsador" tipo "Farman", o en el P-38 Lightning de la Segunda Guerra Mundial, la cabina de un avión también puede estar alojada en una góndola, en lugar de un fuselaje convencional.
Es utilizado en muchos ámbito de la aviación, la palabra proviene del francés, refiriéndose originalmente a una barca pequeña .

## Desarrollo

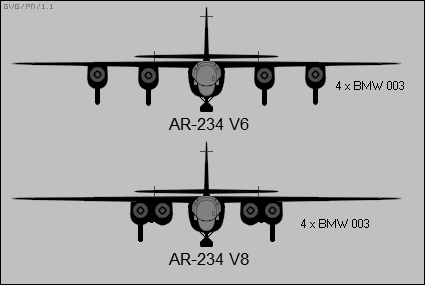
El desarrollo del Arado Ar 234, fusionando las cuatro góndolas en dos

El Arado Ar 234 fue uno de los primeros aviones a reacción operativos con motores montados en góndolas. Durante su desarrollo, los cuatro motores a reacción se fusionaron, pasando de tener cuatro góndolas distintas, todas las cuales contenían su propia rueda de tren de aterrizaje, a dos góndolas con dos motores cada una.
En los últimos años, General Electric y la NASA han desarrollado góndolas con bordes de salida en forma de cheurón para reducir el ruido del motor de los aviones comerciales, utilizando un Boeing 777 experimental como plataforma de prueba.

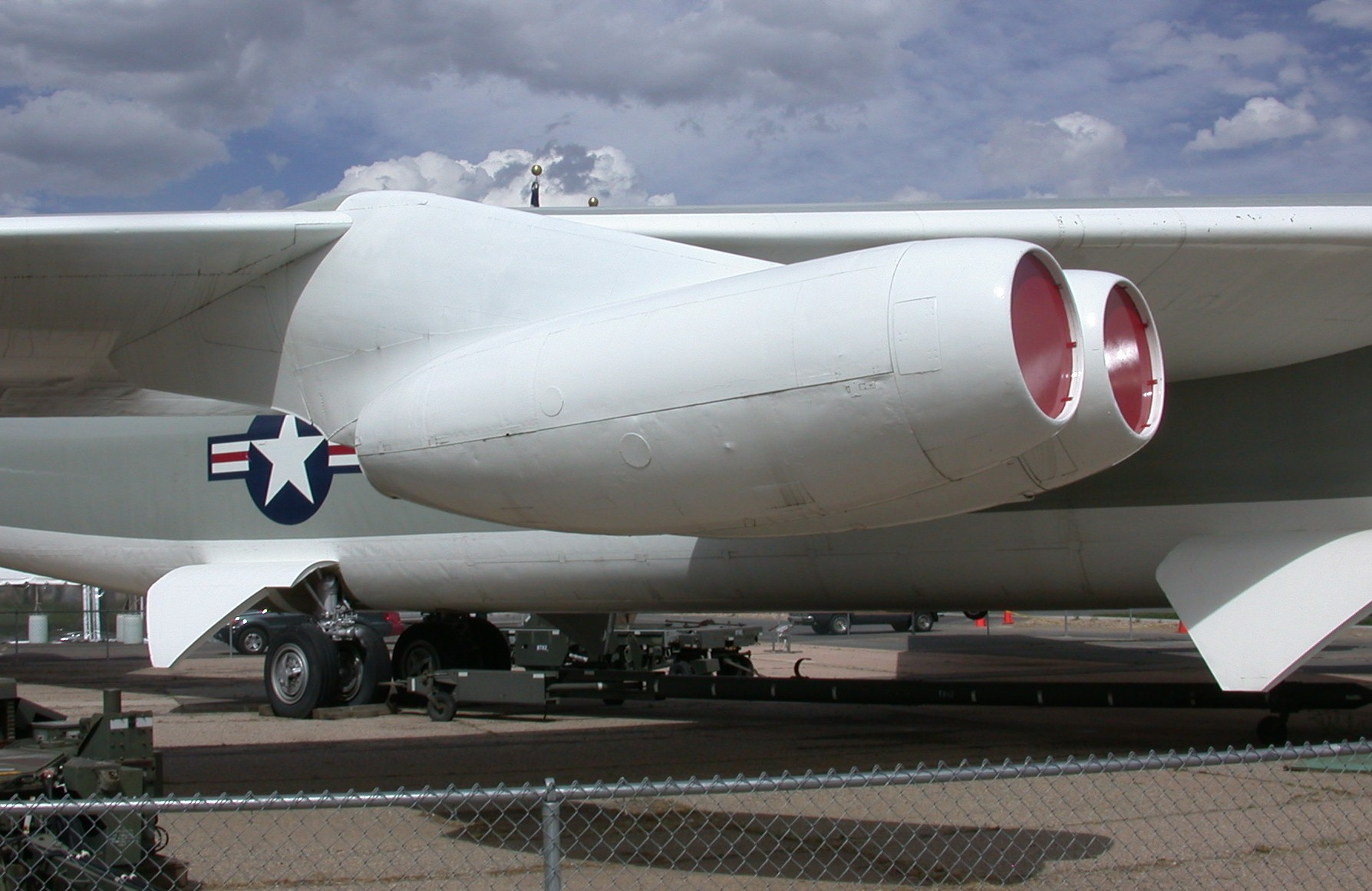
Góndola bimotor en un B-52 Stratofortress

Por lo general, las aeronaves multimotor utilizan góndolas para albergar los motores. Los aviones de combate (como el Eurofighter Typhoon) suelen tener los motores montados dentro del fuselaje. Algunos motores están instalados en el ala del avión, como en los aviones de tipo De Havilland Comet y Flying Wing. Los motores pueden montarse en góndolas individuales o, en el caso de aeronaves más grandes, como el Boeing B-52 Stratofortress (foto de la derecha), pueden tener dos motores montados en una sola góndola. Las góndolas se pueden hacer total o parcialmente desmontables para contener recursos fungibles como combustible y armamento. Las góndolas se pueden usar para albergar equipos que solo funcionarán a distancia del fuselaje, por ejemplo, el radar Boeing E-3 Sentry está alojado en una góndola llamada radomo.

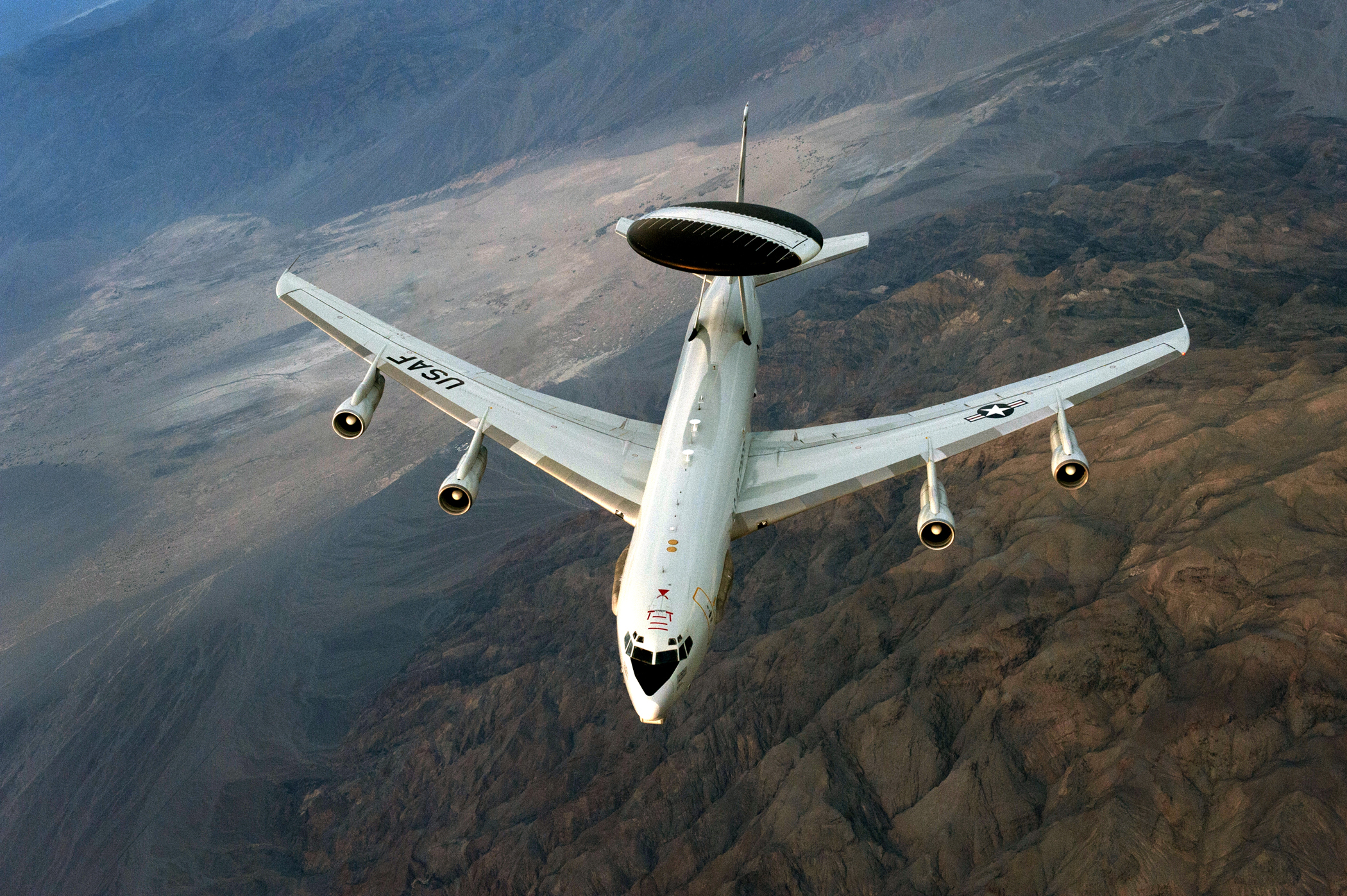
El Boeing E-3 Sentry utiliza una góndola para albergar su gran radar.

## Otros usos
- Edward Turner usó el término para describir su dispositivo introducido en 1949 para ordenar el área alrededor del faro y el panel de instrumentos de sus motocicletas Triumph Speed Twin, Thunderbird y Tiger 100. Este dispositivo se copió mucho en la industria británica a partir de entonces, aunque el fabricante checo de motocicletas Česká Zbrojovka Strakonice lo estaba usando de antemano. De hecho, la Royal Enfield Bullet aún conserva su versión, la 'casquette', en sus modelos actuales. Los últimos Triumph en góndolas deportivas fueron los modelos 6T Triumph Thunderbird 650 de 1966, 5TA Triumph Speed Twin 500 y 3TA Triumph Twenty One 350.[5][cita requerida]
- La "carcasa" del generador y la caja de engranajes, con eje rotador, en una turbina eólica de eje horizontal (HAWT).[6]
- Una proyección hacia adelante de la cubierta del puente de un catamarán diseñada para suavizar el impacto del mar o hacer más espacio dentro de la cabina.
- Las naves espaciales en la franquicia de Star Trek generalmente cuentan con góndolas de propulsión warp.

## Consideraciones de diseño
El principal problema de diseño con las góndolas montadas en aeronaves es la racionalización para minimizar la resistencia, de modo que las góndolas se monten en pilones delgados. Esto puede causar problemas al enrutar los conductos necesarios para que el equipo montado dentro de la góndola se conecte a la aeronave a través de un espacio tan estrecho. Esto es especialmente preocupante con las góndolas que albergan motores, ya que las líneas de combustible y las líneas de control para múltiples funciones del motor deben pasar por el pilón. A menudo es necesario que las góndolas sean asimétricas, pero los diseñadores de aeronaves intentan mantener los elementos asimétricos al mínimo para reducir los costos de mantenimiento del operador asociados con tener dos juegos de piezas para cada lado de la aeronave.